# Thạch Khôi
Thạch Khôi là một phường thuộc thành phố Hải Phòng, Việt Nam.

## Địa lý
Phường Thạch Khôi có vị trí địa lý:
- Phía bắc giáp phường Tứ Minh và phường Lê Thanh Nghị với ranh giới tự nhiên là sông Bắc Hưng Hải.
- Phía nam giáp xã Gia Lộc.
- Phía đông giáp phường Tân Hưng.
- Phía tây giáp xã Yết Kiêu.

## Hành chính
Phường Thạch Khôi trước kia được chia thành 9 khu dân cư: Phú Tảo, Phú Thọ, Trại Thọ, Lễ Quán, Trần Nội, Nguyễn Xá, Thái Bình, Khu 1, Khu 2

## Lịch sử
Trước đây, Thạch Khôi là một xã thuộc huyện Gia Lộc.
Ngày 19 tháng 3 năm 2008, xã Thạch Khôi được sáp nhập vào thành phố Hải Dương.
Ngày 29 tháng 12 năm 2013, Chính phủ ban hành Nghị quyết số 138/NQ-CP. Theo đó, thành lập phường Thạch Khôi trên cơ sở toàn bộ 533,7 ha diện tích tự nhiên và 9.997 người của xã Thạch Khôi.
Ngày 16 tháng 10 năm 2019, Ủy ban Thường vụ Quốc hội ban hành Nghị quyết số 788/NQ-UBTVQH14 về việc sắp xếp các đơn vị hành chính cấp huyện, cấp xã thuộc tỉnh Hải Dương (nghị quyết có hiệu lực từ ngày 1 tháng 12 năm 2019). Theo đó:
- Điều chỉnh 18,58 ha diện tích tự nhiên và 5 người của xã Tân Hưng về phường Thạch Khôi
- Điều chỉnh 4,49 ha diện tích tự nhiên và 13 người của phường Thạch Khôi về xã Tân Hưng

Sau khi điều chỉnh địa giới hành chính, phường Thạch Khôi có 547,18 ha diện tích tự nhiên và 19.097 người.
Ngày 12 tháng 6 năm 2025, Quốc hội ban hành Nghị quyết số 202/2025/QH15 về việc sắp xếp đơn vị hành chính cấp tỉnh (nghị quyết có hiệu lực từ ngày 12 tháng 6 năm 2025). Theo đó, sáp nhập tỉnh Hải Dương vào thành phố Hải Phòng. Phường Thạch Khôi thuộc thành phố Hải Phòng.
Ngày 16 tháng 6 năm 2025, Ủy ban Thường vụ Quốc hội bàn hành Nghị quyết sắp xếp các đơn vị hành chính cấp xã thuộc thành phố Hải Phòng năm 2025. Theo đó, sắp xếp toàn bộ diện tích tự nhiên, quy mô dân số của phường Thạch Khôi, xã Gia Xuyên, xã Liên Hồng và một phần diện tích tự nhiên của xã Thống Nhất thành phường mới có tên gọi là phường Thạch Khôi.
Căn cứ theo đề án sắp xếp đơn vị hành chính cấp xã của thành phố Hải Phòng năm 2025, phường Thạch Khôi được thành lập từ:
- Toàn bộ diện tích tự nhiên là 5,46 km², quy mô dân số là 12.205 người của  phường Thạch Khôi;
- Toàn bộ diện tích tự nhiên là 5,05 km², quy mô dân số là 10.504 người của xã Gia Xuyên;
- Toàn bộ diện tích tự nhiên là 9,35 km², quy mô dân số là 11.723 người của xã Liên Hồng;
- Một phần diện tích tự nhiên là 0,08 km² của xã Thống Nhất.

Phường Thạch Khôi có diện tích là 19,94 km² (đạt 362,48% so với tiêu chuẩn) và quy mô dân số là 34.432 người (đạt 163,96% so với tiêu chuẩn).